# Cyrus C. Carpenter

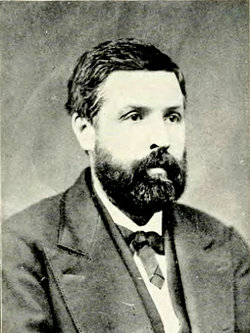
Cyrus Clay Carpenter

Cyrus Clay Carpenter (* 24. November 1829 in Harford, Susquehanna County, Pennsylvania; † 29. Mai 1898 in Fort Dodge, Iowa) war ein US-amerikanischer Politiker (Republikanische Partei) und von 1872 bis 1876 der 8. Gouverneur des Bundesstaates Iowa sowie von 1879 bis 1883 Abgeordneter im US-Repräsentantenhaus.

## Frühe Jahre und politischer Aufstieg
Cyrus Carpenter besuchte die örtlichen Schulen seiner Heimat und die Harford Academy. Im Jahr 1854 zog er nach Iowa, wo er als Lehrer und dann als Landvermesser im Webster County arbeitete. Außerdem studierte er noch Jura. Er hat aber niemals als Rechtsanwalt gearbeitet.
Von 1858 bis 1860 war er Abgeordneter im Repräsentantenhaus von Iowa. Während des Bürgerkrieges stieg er in der Armee der Union bis zum Colonel auf. Von 1866 bis 1868 war er Urkundsbeamter bei der Landbehörde des Staates Iowa. Im Jahr 1871 wurde er zum neuen Gouverneur seines Staates gewählt.

## Gouverneur und Kongressabgeordneter
Cyrus Carpenter trat sein neues Amt am 11. Januar 1872 an. Nach einer Wiederwahl im Jahr 1873 konnte er bis zum 13. Januar 1876 amtieren. In seiner Amtszeit wurden neue Gesetze zur Regelung der Eisenbahnfrachtgebühren erlassen. Auf diesem Gebiet war er zu Problemen zwischen den Farmern und der Eisenbahn gekommen. Ansonsten verlief Carpenters Amtszeit ohne besondere Vorkommnisse.
Nach dem Ende seiner Amtszeit blieb Carpenter politisch aktiv. Von 1876 bis 1877 war er in führender Stellung (Second Comptroller) beim US-Finanzministerium angestellt. Im Jahr 1878 wurde er Eisenbahnbeauftragter der Regierung von Iowa. Von 1879 bis 1883 vertrat er seinen Staat im Repräsentantenhaus in Washington; von 1884 und 1886 war er nochmals Abgeordneter im Repräsentantenhaus von Iowa. Danach leitete er zwischen 1889 und 1893 die Poststelle in Fort Dodge. Außerdem bewirtschaftete er eine Farm und war im Immobiliengeschäft tätig. Cyrus Carpenter starb im Mai 1898 und wurde auf dem Friedhof von Fort Dodge beigesetzt. Er war mit Susan Kate Burkholder verheiratet.